# 大山千賀子
大山 千賀子（おおやま ちかこ）は、日本の写真家、映画監督。

## 経歴
奈良県吉野郡下市町に生まれる。学習院大学文学部哲学科を4年次で中退。20代で渡英、写真を始める。
祖父母の死後、中学2年生から大阪市立阪南中学に転校する。高校2年からモデルとしてパナソニックやセイコーなどのCMのメイン
としている。
・ロンドンからの帰国後は広告分野での主なクライアントは資生堂、トヨタ、インターゴールド、プラチナギルドインターナショナル、
コーセー化粧品、日産自動車、コカコーラ、三菱電機、ホンダ、コダック、など。

東京芸術大学大学院美術学部デザイン研究科研究生修了(1996)、ロンドン大学ゴールドスミス校研究員(1997-1998)、

文化庁芸術家在外研修員(1997〜1998)。
・天川村が親族の出身地で、先祖は真田信繁（幸村）系の忍者であった。

・曾祖父は日本で最初にマッチの軸木を製産したとされる大山源次郎。マッチの軸木は1987年に渋谷西武に展示された。

・祖父松次郎は医者、父隆一は同志社大学の野球部キャップテン・その後実業家でゴルフは100を切る腕前。リタイア後は老人ホームの運営ボランティアを行っている。

・姪のHanako Whtewayは写真家。

・妹の真理子はジミー・ページのケンシングトンの家で結婚式を挙げた。

・アーティストジミー・ページ、ギルバート&ジョージ、ヒプノシスのストーム・ソーガソン らとのと交友がある。

・千賀子のチャレンジ精神は旺盛で20代で渡英。当初はコベントガーデンのバレエ学校に通っていたが、日本航空のモデルをしたことがきっかけで
　Howard Greyに師事を受け　写真をはじめる。

・その後ロンドンで独立してイギリス・ヴォーグやイタリア・アミカ、グラチアなどのファッション誌の仕事をするようにな   　る。

・日本に一時帰国のつもりが多くのCMのオファーを受けたことにより1997年迄滞在し、南青山に事務所を設立。

・CMを中心に多くの仕事をこなした。

・小学校時代からの映画好きで、1985年度に「乱」のスタッフ募集に助監督として応募するが落選。女性は採用しなかったらしい

・その後、衣装デザイナーの和田エミのアカデミー賞受賞レセプションで野村萬斎と知り合い仕事をする仲となる。

・ロンドン生活が長かったせいで日本文化に対する興味・執着から西洋東洋の文化融合的な作品が増えるかたわら自らも

・観世鐵之丞に謡・仕舞の手ほどきを受ける。

・1989年には野村萬斎・中丸三千繪主演「能オペラによるジョイントパフォーマンス・葵上」を脚本・演出し、ラフォーレ赤坂で上演した。
・（キリンコンテンポラリーアワード）映画監督の犬童一心監督とともに特別賞を受賞。

・月刊誌よりフォトエッセイの依頼が増えたことにより、文章を書くことにも挑戦する。

・1990年はじめて書いた小説「熱情」がすばる文学賞の最終候補2作品となる。

・1996年には東京芸術大学大学院美術研究科に入学、芸術を基本から学び直した。養老孟司先生のゼミをとって彼の著書「唯脳論」
　　「日本人の身体観の歴史」などを読んだ。

・30代は読書に多くの時間を費やした。特に開高健やステファン・ツヴァイク、写真家ではアジェのエッセイが好きであった。

・1997年には文化庁在外研修員として再度渡英。ロンドン大学大学院ゴールドスミス校で現代美術としての映像を学んだ。2008年迄滞在。

・飲み友達としては写真家の横須賀功光、畠中鈴子、野村萬斎、下重暁子、売野雅勇、荒木経惟らと交流がある。

・その間にロンドン「ICAギャラリー」、「Fine Art Society」,「パリ日本文化会館」にて作品展「残像の中で聞く音」シリーズを開催。

・「残像の中で聴く音」シリーズには林英哲・篠崎正嗣らとのコラボレーションを行った。映像作品はインドのガンジス川の畔で燃やされている死体や
・養老先生に東大の標本室に入れていただき、江戸時代の樽に入れられた人のミイラなどを見学させていただいた。脳のプラスティネーションをお借りして写真 　を撮らせていただいた。テーマは人間の死生観や日常と言った生活と密接していながら語られず、遠ざけられているものに目を向けた

・特に東京芸術劇場で開催された「残像の中で聴く音」

　は人気でチケットも2日間で完売した。「パリ日本文化会館」においても満席で、ほぼ全員の方がアンケートを書いてくれた。

・帰国後も東京都写真美術館や清水寺にて同じテーマでの作品展を行った。アーティストとしての作品展はいずれも文化庁の助成金が活用されている

・ミュージシャンとのCM撮影は安全地帯の玉置浩二（ロンドンロケ）、田原俊彦、（PVからジャケット、ポスター撮影までの　撮影およびアートディレクション）らと長年にわたり仕事の交流をした。特に田原俊彦に関しては全てのディレクションを任されていたのでトシちゃんと撮影を楽しむことができた。お互いに信頼関係があり、ポスターの撮影ではクマのぬいぐるみにキスしながら両足を左右に広げてジャンプするモーションを100回にも及んでトライしてくれたことに大山は感激。いい作品が完成してB倍の大きなポスターが地下鉄の駅などに大々的に貼られた。後で聞く話によればトシちゃんは扱いにくいとか。互いの相性が良かったと言われている。

・2006年からは短編映像、短編映画の制作を行っている。
- 2006年には熱帯雨林と肉をコンバインした映像「Fever」マレイシアの熱帯雨林で撮影。
- 2007年には危険な一人遊びをテーマにした短編映像「Playing alone」
- 2008年には生と死とセックスをテーマにした「The Moon and the sun , and..」邦題「霊柩車の男」で短編映画デビュー。

・「The Moon and the sun , and..」邦題「霊柩車の男」は
- カンヌ映画祭ショートフィルム部門、
- サンパウロ国際映画祭短編映画部門、
- NYIndependentFilmFestival、
- Shortshortsfilmfestival&Asia、
- HuescaInternationalFilmFestival (Spain)など に選ばれる。

　2009年にはネット心中をテーマにした「Last ecstasy」を満島ひかり主演で制作。
- ShortshortsInternationalfilmfestival&Asia、
- 札幌国際短編映画祭、
- NYIndependentFilmFestival
- WTOsInternationalFilm Festival (Norway)
- AthensInternationalShortFilmFestival(Greece)

などに選ばれる。
・2011年からは人の心を表現したく国際共同制作・長編映画の企画・制作に力を入れている。

・尊敬する映画監督は、黒澤明、ロバート・アルトマン。

・得意とする映像表現は群像劇である。

## 写真集
- 『PIX : 大山千賀子写真集』グラフィック社、1985年6月25日。
- 紅茶暖流 (CBSソニー出版)
- オブセッション（マガジンハウス）
- 私の空気（IPC出版）
- Doggies (風雅書房)
- 自画像 (風雅書房)
- Form （学習研究社・共著）

## 作品展．個展
- Secret moment（ラフォーレ原宿）
- Obsession（西武百貨店 シードホール）
- 紅茶暖流（東急百貨店）
- 紅茶暖流（新宿ルミネ）
- 自画像（コダックフォトサロン　銀座）
- 能オペラによるジョイントパフォーマンス・葵上　主演・野村萬斎（ラフォーレ赤坂）
- 残像の中で聞く音・R (シアターΧ)
- H20  Avant Gard sounds heard amidst afterimages （The fine art society）
- 残像の中で聞く音・聖域 (東京芸術劇場)
- 残像の中で聞く音・Silence (京都清水寺)
- Silence＝Avant Gard sound heard amidst afterimages (ICA London)
- Silence＝Avant Gard sound heard amidst afterimages（パリ日本文化会館）
- VIRUS (東京都写真美術館)

## 映像作品,PV
- 「夏木マリ in Hawaii」Kitty Music 90分
- イギリスロックバンド「Black summer」6曲　1996年　パイオニア  30分
- 「あっ」1988年ポニーキャニオン 　田原俊彦 　3分
- イギリスロックシンガー「Love is dirty little word」　Natascha Sohl 2007年　3｀36”

## 短編映画
- 「Fever」2003年7分
- 「Tragedy」2006年　10分
- 「霊柩車の男・the Moon and the sun, and...」長澤荘太郎主演　2007年　12分
- 「Last ecstasy」2010年15分　満島ひかり 主演
- 「異邦人」2018年15分　古藤芳治 主演

### 正式上映
- Cannes Film Festival short Film Corner(France)
- Shortshorts Film Festival & Asia   (Japan)
- NewYork Independent Film Festival   (USA)
- Huesca International Film Festival (Spain)
- 東京国際映画祭 (Japan)
- Sao Paulo International Film Festival(Brazil)
- WTOs International Film Festival (Norway)
- Athens International Short FilmFestival(Greece)
- Shortshorts Film Festival & Asia(Japan)
- 札幌国際短編映画祭（Japan)
- Athens International Short FilmFestival(Greece)

## 長編映画
1. 「僕の名前はルシアン」　104分  出演 柳俊太郎 大鶴義丹 菜葉菜 大島葉子 定岡正二元読売ジャイアンツ ウダタカキ 他　9月29日〜10月12日まで #ユーロスペース　で上映
2. 「家族という病」原作 下重暁子 幻冬舎新書 公開未定　104分　出演　小出恵介 渡辺えり 友近 藤本隆宏 他

## 受賞歴
- 朝日広告賞
- キリンコンテンポラリーアワード
- APA賞
- ADC賞
- ニューヨーククリオ賞

## 社会的活動など
- 横浜みなとみらい21実行委員
- 「ビブレ大賞」審査員
- JR 東日本アワード　審査員

## TV出演など
- 関西テレビ「Do サタデー」出演　松原千明とオーストラリアレポート
- テレビ朝日「おしゃれ」数回出演・久米宏と対談
- テレビ朝日「ビートたけしのTVタックル」出演
- テレビ朝日「誘われて二人旅」木内みどりに誘われて東北を旅する
- フジテレビ「ゴールド・ラッシュ!」審査員
- NHK「ハンサムウーマン」コメンテーター
- NHK　ハイビジョンニュース　特集「残像の中で聞く音」東京芸術劇場
- NHK　ハイビジョンニュース　特集「残像の中で聞く音」清水寺
- テレビ朝日「旅に夢中」ポーランド編、リトアニア編をレポート。

## CM出演など
- Panasonic エアコン樹氷
- Panasonic ラジカセTIME
- Panasonic ストロボット
- SEIKO ブレスレットウオッチ
- シキシマパン